# Andrew Stevens
Andrew Stevens (născut Herman Andrew Stephens; n. 10 iunie 1955, Memphis, Tennessee, SUA) este un actor și producător american de filme.

## Legături externe
- Andrew Stevens la Internet Movie Database